# TOI 700 d
TOI 700 d es un exoplaneta, (junto con TOI 700 c y TOI 700 b) que orbita alrededor de TOI 700, una estrella enana roja a 101.4 años luz de distancia en la constelación Dorado. El exoplaneta es el primer planeta del tamaño de la Tierra en la zona habitable descubierto por el Satélite de Sondeo de Exoplanetas en tránsito (TESS, por sus siglas en inglés). Se ha estimado que el planeta recibe alrededor del 86% de la energía que la Tierra recibe del Sol.

## Características físicas

### Masa y radio
TOI 700 d es similar al tamaño de la Tierra, pues posee un radio y una masa similar. Tiene una masa estimada de alrededor de 1.72⊕ y un radio de 1.19⊕. 

### Estrella anfitriona
TOI 700 es una enana roja de clasificación estelar M que es 40% de la masa, 40% del radio y 50% de la temperatura del Sol. La estrella es brillante con bajos niveles de actividad estelar. En los 11 sectores observados con TESS, la estrella no muestra destellos de luz blanca. La baja tasa de rotación también es un indicador de baja actividad estelar.

### Órbita
TOI 700 d orbita a su estrella anfitriona cada 37,4260 días. 

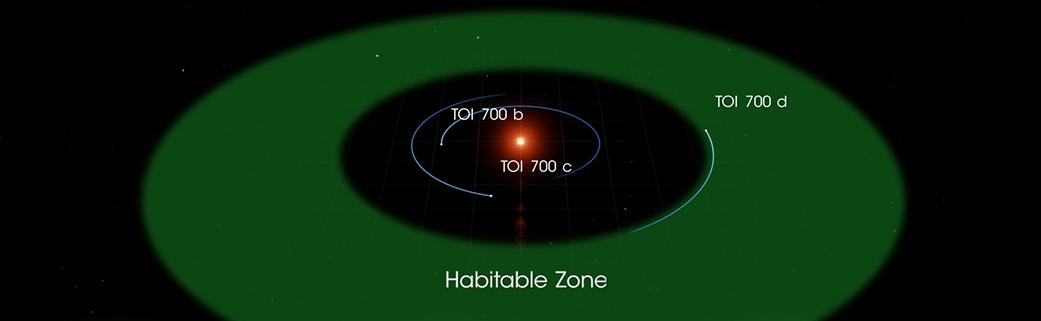
Sistema multiplanetario TOI 700

## Habitabilidad propuesta
TOI 700 d orbita en la zona habitable de su estrella anfitriona TOI 700. 

## Descubrimiento
TOI 700 d fue descubierto por el Satélite de Sondeo de Exoplanetas en Tránsito (TESS, por sus siglas en inglés) el 3 de enero de 2020. 